# Петрикова Оксана Петрівна
Петрикова Оксана Петрівна (13 жовтня 1969) - українська співачка, заслужений діяч мистецтв України.
Закінчила Київський державний педагогічний інститут імені М.Драгоманова. З 1993 р. працює викладачем постановки голосу Київського педагогічного коледжу ім. К. Д. Ушинського, який з 2007 р. увійшов окремим інститутом до складу Київського міського педагогічного університету ім. Б. Д. Грінченка (з 2010 р. – Інститут мистецтв Київського університету імені Бориса Грінченка).

## Виконавська діяльність
Зі студентських років проводить активну концертно-виконавську та просвітницьку діяльність. Зокрема, у складі хорового ансамблю старовинної української музики «Відродження» (під керівництвом заслуженого діяча мистецтв України, професора М. Юрченка) репрезентувала українське мистецтво на міжнародних музичних фестивалях та конкурсах у Польщі (Щецин, 1990 р.), Італії (Верона, 1991 р.), Франції (Міжнародний конкурс у Турі, травень 1994 р., ІІ премія; фестиваль Eurochorales, Анже, 1994 р.); як солістка виступала з визнаними творчими колективами України: хором «Щедрик» та оркестром Київської державної консерваторії ім. П.І.Чайковського під керівництвом Р. Кофмана (фестиваль «Музыкальный сентябрь», Баку, 1989 р.), хоровим колективом Національного педагогічного університету ім. М. П. Драгоманова під керівництвом заслуженого діяча мистецтв України П. Ніколаєнко (фестивалі «Kyiv music fest» (1991р., 1993р., 1994р., 1995р., 1997р., 2001р.), «П`ять столиць» (1993 р.), «Музичні прем`єри» (1995р., 1996р., 1998р., 2002р., 2003р.), хором Київського педагогічного коледжу ім. К. Д. Ушинського (фестиваль «Золотоверхий Київ», 1999р.), зразковим хором «Соняшник» (2002, 2007, 2008, 2009 та 2010 рр.). 
Здобула І премію на Всеукраїнському конкурсі молодих авторів і виконавців бардівської та авторської пісні (2006 та 2008 рр.), здобула Гран-прі конкурсу-фестивалю народної творчості працівників установ освіти м. Києва «Таланти твої, Україно» у 2004 р.
Творчим доробком співачки стали чотири сольні проекти «Усе, любов`ю зміряне до дна», 1997 р., «Ліричний романс», 2000 р., «Мрії кохання», 2005 р., «Квітневі пісні», 2008 р., які народилися у багаторічній плідній співпраці з камерними інструментальними ансамблями «Живий звук» та «Олександрит».
Неодноразово брала участь у проектах "Світова класика українською", зокрема ставши першою виконавицею двох польських пісень в українських перекладах ("Смутна річка" і "Посланниця").  
Має студійні записи, здійснені Будинком звукозапису Національної телерадіокомпанії «Україна», що увійшли до двох сольних аудіоальбомів «Грезы любви» (2002р.) та «О любви не говори» (2007р.).

## Педагогічна та наукова діяльність
Студенти класу викладача О. Петрикової перемагали у фахових студентських олімпіадах та конкурсах, зокрема університетському конкурсі «Чиста криниця» (2009, 2010 роки), Всеукраїнській студентській олімпіаді зі спеціальності «Музичне мистецтво» (2009, 2010 роки), міжнародному конкурсі «Духовні джерела» (2008 р.).
Також здійснює активну наукову та навчально-методичну діяльність: бере участь у науково-практичних конференціях, виступає з доповідями («Професійна підготовка майбутнього вчителя» Ніжин, 2003 р.; «Освіта, спрямована у майбутнє», Київ, 2008 р.).
В листопаді 2017 році брала участь в роботі журі Першого всеукраїнського конкурсу вокалістів «Світова класика українською»

## Відео
|  |  |  |
|  |  |  |